# Жупанија Вранча
Вранча (рум. Judeţul Vrancea) је округ у републици Румунији, у њеном средишњем делу. Управно средиште округа је град Фокшани, а битни су и градови Аџуд и Марашешти.

## Положај
Округ Вранча је унутардржавни округ у Румунији. Округ окружују следећи окрузи:
- ка северу: Бакау (округ)
- ка истоку: Галац (округ)
- ка југоистоку: Браила (округ)
- ка југу: Бузау (округ)
- ка западу: Ковасна (округ)

## Природни услови
Округ Вранча је јужним делом у Влашкој (област Мунтенија), а северним делом Молдавији. Округ у западној трећини има потпуно планински карактер (Карпати), у средишњем делу је богато и густо насељено подгорје, да би на истоку округ прешао у Влашку низију. Најважнија река је Сирет, која чини источну границу округа и у коју се слива већина мањих река у округу.

## Становништво
Вранча спада у округе Румуније са претежним румунским становништвом и по последњем попису из 2002. г. Румуни чине чак 98% окружног становништва, а остатак су углавном Роми.